# Französische Rugby-Union-Meisterschaft 2017/18
Die Saison 2017/18 war die 119. Austragung der französischen Rugby-Union-Meisterschaft (französisch Championnat de France de rugby à XV). Sie umfasste 14 Mannschaften in der obersten Liga Top 14 und 16 Mannschaften in der zweithöchsten Liga Pro D2.

## Top 14
Die reguläre Saison der Top 14 umfasste 26 Spieltage (je eine Vor- und Rückrunde). Sie begann am 26. August 2017 und dauerte bis zum 5. Mai 2018. Die zwei bestplatzierten Mannschaften qualifizierten sich direkt für das Halbfinale und trafen dort auf die Gewinner der Viertelfinalspiele, die zwischen den Dritt- bis Sechstplatzierten ausgetragen wurden. Im Endspiel, das am 2. Juni 2018 im Stade de France in Saint-Denis stattfand, trafen die zwei Halbfinalsieger aufeinander und spielten um den Bouclier de Brennus. Dabei setzte sich Castres Olympique gegen Montpellier Hérault Rugby durch und errang zum fünften Mal den Meistertitel. Die US Oyonnax trat als 13. in der Barrage gegen den Finalverlierer der Pro D2, den FC Grenoble, an und verlor, während die CA Brive als Letzter direkt in die Pro D2 abstieg.

### Tabelle
M = Amtierender Meister

A = Aufsteiger
|     | Team                         | Spiele | Siege | Unent. | Ndlg. | Spiel- punkte | Diff. | Bonus- punkte | Tabellen- punkte |
| --- | ---------------------------- | ------ | ----- | ------ | ----- | ------------- | ----- | ------------- | ---------------- |
| 01. | Montpellier Hérault Rugby    | 26     | 17    | 0      | 9     | 752:559       | + 193 | 13            | 81               |
| 02. | Racing 92                    | 26     | 18    | 0      | 8     | 622:478       | + 144 | 8             | 80               |
| 03. | Stade Toulousain             | 26     | 16    | 1      | 9     | 719:595       | + 124 | 8             | 74               |
| 04. | RC Toulon                    | 26     | 14    | 0      | 12    | 766:507       | + 259 | 17            | 73               |
| 05. | Lyon Olympique Universitaire | 26     | 15    | 0      | 11    | 699:541       | + 158 | 10            | 70               |
| 06. | Castres Olympique            | 26     | 15    | 0      | 11    | 637:624       | + 13  | 8             | 68               |
| 07. | Stade Rochelais              | 26     | 14    | 1      | 11    | 686:531       | + 155 | 8             | 66               |
| 08. | Section Paloise              | 26     | 15    | 0      | 11    | 590:584       | + 6   | 6             | 66               |
| 09. | ASM Clermont Auvergne (M)    | 26     | 11    | 1      | 14    | 629:687       | − 58  | 8             | 54               |
| 10. | Union Bordeaux Bègles        | 26     | 10    | 1      | 15    | 557:623       | − 66  | 5             | 47               |
| 11. | SU Agen (A)                  | 26     | 10    | 0      | 16    | 537:757       | − 220 | 6             | 46               |
| 12. | Stade Français               | 26     | 9     | 0      | 17    | 560:740       | − 180 | 6             | 42               |
| 13. | US Oyonnax (A)               | 26     | 7     | 3      | 16    | 566:823       | − 257 | 5             | 39               |
| 14. | CA Brive                     | 26     | 7     | 1      | 18    | 485:726       | − 241 | 6             | 36               |

Die Punkte wurden wie folgt verteilt:
- 5 Punkte bei einem Forfaitsieg
- 4 Punkte bei einem Sieg
- 2 Punkte bei einem Unentschieden
- 0 Punkte bei einer Niederlage (vor möglichen Bonuspunkten)
- −2 Punkte bei einer Forfaitniederlage
- 1 Bonuspunkt bei drei Versuchen mehr als der Gegner
- 1 Bonuspunkt bei einer Niederlage mit weniger als fünf Punkten Unterschied

### Finalphase

#### Viertelfinale
| 18. Mai 2018 21:00 MESZ | RC Toulon | 19 : 19 n. V. | Lyon Olympique Universitaire                                                          | Stade Mayol Zuschauer: 18.200 Schiedsrichter: Mathieu Raynal |
| 18. Mai 2018 21:00 MESZ | Versuche: Ashton 56. erh. Erhöhungen: Belleau (1/1) Straftritte: Belleau (2/3) 37., 50. Trinh-Duc (2/2) 69., 82. | (3:6) Bericht | Versuche: Arnold 64. n.erh. Cretin 69. n.erh. Straftritte: Harris (3/3) 24., 32., 93. | Stade Mayol Zuschauer: 18.200 Schiedsrichter: Mathieu Raynal |

Lyon Olympique Universitaire qualifizierte sich aufgrund der höheren Anzahl Versuche (2:1) für das Halbfinale.
| 19. Mai 2018 16:15 MESZ | Stade Toulousain                                                  | 11 : 23        | Castres Olympique | Stade Ernest-Wallon, Toulouse Zuschauer: 18.800 Schiedsrichter: Romain Poite |
| 19. Mai 2018 16:15 MESZ | Versuche: Ghiraldini 60. n.erh. Straftritte: Ramos (2/4) 16., 20. | (6:13) Bericht | Versuche: Batlle 12. erh., 44. erh. Erhöhungen: Urdapilleta (2/2) Straftritte: Kockott (2/3) 25., 48. Urdapilleta (1/1) 35. | Stade Ernest-Wallon, Toulouse Zuschauer: 18.800 Schiedsrichter: Romain Poite |

#### Halbfinale
| 25. Mai 2018 21:00 MESZ | Montpellier Hérault Rugby | 40 : 14        | Lyon Olympique Universitaire                                       | Groupama Stadium, Décines-Charpieu Zuschauer: 58.664 Schiedsrichter: Pascal Gaüzère |
| 25. Mai 2018 21:00 MESZ | Versuche: Nadolo 24. erh. Dumoulin 38. erh. Picamoles 48. erh. Willemse 72. erh. Erhöhungen: Pienaar (4/4) Straftritte: Pienaar (3/3) 4., 18., 43. Steyn (1/1) 14. | (23:9) Bericht | Versuche: Harris 78. n.erh. Erhöhungen: Harris (3/3) 10., 23., 29. | Groupama Stadium, Décines-Charpieu Zuschauer: 58.664 Schiedsrichter: Pascal Gaüzère |

| 26. Mai 2018 16:45 | Racing 92                                                              | 14 : 19         | Castres Olympique                                                                                         | Groupama Stadium, Décines-Charpieu Zuschauer: 56.272 Schiedsrichter: Alexandre Ruiz |
| 26. Mai 2018 16:45 | Versuche: Imhoff 19. erh. Dupichot 25. erh. Erhöhungen: Iribaren (2/2) | (14:16) Bericht | Versuche: Vaipulu 8. erh. Erhöhungen: Urdapilleta (1/1) Straftritte: Urdapilleta (4/4) 11., 33., 40., 64. | Groupama Stadium, Décines-Charpieu Zuschauer: 56.272 Schiedsrichter: Alexandre Ruiz |

#### Finale
| 2. Juni 2018 20:45 MESZ | Montpellier Hérault Rugby                                                      | 13 : 29        | Castres Olympique | Stade de France, Saint-Denis Zuschauer: 78.442 Schiedsrichter: Jérôme Garcès |
| 2. Juni 2018 20:45 MESZ | Versuche: Strafversuch 55. Straftritte: Steyn (1/2) 12. Ruan Pienaar (1/3) 34. | (6:19) Bericht | Versuche: Dumora 39. erh. Mafi 76. erh. Erhöhungen: Urdapilleta (2/2) Straftritte: Urdapilleta (5/5) 8., 15., 19., 30., 62. | Stade de France, Saint-Denis Zuschauer: 78.442 Schiedsrichter: Jérôme Garcès |

| 15                 | Jesse Mogg              | 62. |
| 14                 | Benjamin Fall           |     |
| 13                 | François Steyn          |     |
| 12                 | Alexandre Dumoulin      | 60. |
| 11                 | Nemani Nadolo           |     |
| 10                 | Aaron Cruden            |     |
| 09                 | Ruan Pienaar            |     |
| 08                 | Louis Picamoles         |     |
| 07                 | Kélian Galletier        | 62. |
| 06                 | Fulgence Ouedraogo      |     |
| 05                 | Paul Willemse           |     |
| 04                 | Nico Janse van Rensburg | 62. |
| 03                 | Jannie du Plessis       | 62. |
| 02                 | Bismarck du Plessis     |     |
| 01                 | Micheil Nariaschwili    | 70. |
| Auswechselspieler: |                         |     |
| 16                 | Romain Ruffenach        |     |
| 17                 | Grégory Fichten         | 70. |
| 18                 | Jarrad Hoeata           | 62. |
| 19                 | Julien Bardy            | 62. |
| 20                 | Enzo Sanga              |     |
| 21                 | Henry Immelman          | 62. |
| 22                 | Joe Tomane              | 68. |
| 23                 | Dawit Kubriaschwili     | 62. |
| Trainer:           |                         |     |
| Vern Cotter        |                         |     |

| 15                 | Julien Dumora         |                  |
| 14                 | Armand Batlle         |                  |
| 13                 | Thomas Combezou       |                  |
| 12                 | Afusipa Taumoepeau    | 69.              |
| 11                 | David Smith           |                  |
| 10                 | Benjamín Urdapilleta  |                  |
| 09                 | Rory Kockott          | 75.              |
| 08                 | Alex Tulou            | 62.              |
| 07                 | Anthony Jelonch       | 70.              |
| 06                 | Mathieu Babillot      |                  |
| 05                 | Rodrigo Capó Ortega   |                  |
| 04                 | Loïc Jacquet          | 54. bis 64.′ 65. |
| 03                 | Daniel Kotze          | 62.              |
| 02                 | Marc-Antoine Rallier  | 48.              |
| 01                 | Antoine Tichit        | 73.              |
| Auswechselspieler: |                       |                  |
| 16                 | Kévin Firmin          | 48.              |
| 17                 | Tudor Stroe           | 73.              |
| 18                 | Christophe Samson     | 65.              |
| 19                 | Ma’ama Vaipulu        | 62.              |
| 20                 | Florian Vialelle      | 69.              |
| 21                 | Ludovic Radosavljevic | 75.              |
| 22                 | Steve Mafi            | 70.              |
| 23                 | Paea Fa’anunu         | 62.              |
| Trainer:           |                       |                  |
| Christophe Urios   |                       |                  |

### Barrage
| 12. Mai 2018 14:45 MESZ | FC Grenoble | 47 : 22         | US Oyonnax | Stade des Alpes, Grenoble Zuschauer: 18.500 Schiedsrichter: Laurent Cardona |
| 12. Mai 2018 14:45 MESZ | Versuche: Visinia 8. erh., 68. erh. Mélé 11. erh. Oz 33. erh. Taumalolo 38. erh. Guillemin 65. n.erh. Mas 77. erh. Erhöhungen: Mélé (4/4) Pourteau (1/2) Francis (1/1) | (18:10) Bericht | Versuche: Ikpefan 21. erh., 51. erh. Müller 80. n.erh. Erhöhungen: Botica (2/2) Straftritte: Botica (1/1) 15. | Stade des Alpes, Grenoble Zuschauer: 18.500 Schiedsrichter: Laurent Cardona |

Mit dem Sieg in der Barrage stieg der FC Grenoble in die Top 14 auf, während die US Oyonnax in die Pro D2 absteigen musste.

### Statistik

#### Meiste erzielte Versuche
|    | Name            | Verein                       | Versuche |
| -- | --------------- | ---------------------------- | -------- |
| 1. | Chris Ashton    | RC Toulon                    | 24       |
| 2. | Nemani Nadolo   | Montpellier Hérault Rugby    | 19       |
| 3. | Toby Arnold     | Lyon Olympique Universitaire | 12       |
| 3. | Juan Imhoff     | Racing 92                    | 12       |
| 3. | Louis Picamoles | Montpellier Hérault Rugby    | 12       |
| 3. | Armand Batlle   | Castres Olympique            | 12       |
| 3. | Fidschi         | Castres Olympique            | 12       |

#### Meiste erzielte Punkte
|    | Name                 | Verein            | Punkte |
| -- | -------------------- | ----------------- | ------ |
| 1. | Ben Botica           | US Oyonnax        | 318    |
| 2. | Benjamín Urdapilleta | Castres Olympique | 297    |
| 3. | Thomas Ramos         | Stade Toulousain  | 277    |

## Pro D2
Die reguläre Saison der Pro D2 umfasste 30 Spieltage. Sie begann am 18. August 2017 und dauerte bis zum 13. April 2018. Die zwei bestplatzierten Mannschaften qualifizierten sich direkt für das Halbfinale, während die Mannschaften auf den Plätzen 3 bis 6 ein Playoff um die zwei weiteren Halbfinalplätze bestritten. Die USA Perpignan stieg als Gewinner des Finales in die Top 14 auf, die US Montauban bestritt als Finalverlierer ein Playoff gegen den FC Grenoble und verlor das Spiel. Die US Bressane und der RC Massy mussten in die Amateurliga Fédérale 1 absteigen.

### Tabelle
T = Absteiger Top 14

F = Aufsteiger Fédérale 1
|     | Team                  | Spiele | Siege | Unent. | Ndlg. | Spiel- punkte | Diff. | Bonus- punkte | Tabellen- punkte |
| --- | --------------------- | ------ | ----- | ------ | ----- | ------------- | ----- | ------------- | ---------------- |
| 01. | USA Perpignan         | 30     | 20    | 1      | 9     | 919:571       | + 348 | 15            | 97               |
| 02. | US Montauban          | 30     | 20    | 2      | 8     | 679:546       | + 133 | 8             | 92               |
| 03. | FC Grenoble (T)       | 30     | 20    | 1      | 9     | 775:667       | + 108 | 6             | 88               |
| 04. | Stade Montois         | 30     | 17    | 0      | 13    | 753:540       | + 213 | 16            | 84               |
| 05. | AS Béziers            | 30     | 19    | 1      | 10    | 756:670       | + 86  | 6             | 84               |
| 06. | Biarritz Olympique    | 30     | 17    | 0      | 13    | 789:694       | + 95  | 12            | 80               |
| 07. | USON Nevers Rugby (F) | 30     | 15    | 0      | 15    | 656:580       | + 76  | 9             | 69               |
| 08. | Aviron Bayonnais (T)  | 30     | 14    | 1      | 15    | 732:764       | − 32  | 11            | 69               |
| 09. | Colomiers Rugby       | 30     | 14    | 1      | 15    | 637:678       | − 41  | 11            | 69               |
| 10. | RC Vannes             | 30     | 12    | 0      | 18    | 721:739       | − 18  | 14            | 62               |
| 11. | Stade Aurillacois     | 30     | 13    | 1      | 16    | 641:716       | − 75  | 7             | 61               |
| 12. | RC Massy (F)          | 30     | 13    | 0      | 17    | 633:682       | − 49  | 7             | 59               |
| 13. | Soyaux Angoulême XV   | 30     | 13    | 1      | 16    | 592:661       | − 69  | 5             | 59               |
| 14. | US Carcassonne        | 30     | 11    | 0      | 19    | 585:767       | − 182 | 9             | 53               |
| 15. | US Dax                | 30     | 9     | 1      | 20    | 602:767       | − 165 | 8             | 46               |
| 16. | RC Narbonne           | 30     | 7     | 2      | 21    | 547:975       | − 428 | 3             | 35               |

Die Punkte werden wie folgt verteilt:
- 5 Punkte bei einem Forfaitsieg
- 4 Punkte bei einem Sieg
- 2 Punkte bei einem Unentschieden
- 0 Punkte bei einer Niederlage (vor möglichen Bonuspunkten)
- −2 Punkte bei einer Forfaitniederlage
- 1 Bonuspunkt bei drei Versuchen mehr als der Gegner
- 1 Bonuspunkt bei einer Niederlage mit weniger als fünf Punkten Unterschied

### Finalphase
Viertelfinale
| 21. April 2018 15:15 MESZ | Stade Montois | 31 : 23 | AS Béziers | Stade Guy-Boniface, Mont-de-Marsan Schiedsrichter: Adrien Descottes |
| 21. April 2018 15:15 MESZ | Bericht       |         |            | Stade Guy-Boniface, Mont-de-Marsan Schiedsrichter: Adrien Descottes |

| 21. April 2018 19:00 MESZ | FC Grenoble | 33 : 26 | Biarritz Olympique | Stade des Alpes, Grenoble Schiedsrichter: Tual Trainini |
| 21. April 2018 19:00 MESZ | Bericht     |         |                    | Stade des Alpes, Grenoble Schiedsrichter: Tual Trainini |

Halbfinale
| 28. April 2018 18:00 MESZ | US Montauban | 15 : 22 | FC Grenoble | Stade Sapiac, Montauban Schiedsrichter: Thomas Charabas |
| 28. April 2018 18:00 MESZ | Bericht      |         |             | Stade Sapiac, Montauban Schiedsrichter: Thomas Charabas |

| 29. April 2018 14:15 MESZ | USA Perpignan | 28 : 8 | Stade Montois | Stade Aimé-Giral, Perpignan Schiedsrichter: Pierre Brousset |
| 29. April 2018 14:15 MESZ | Bericht       |        |               | Stade Aimé-Giral, Perpignan Schiedsrichter: Pierre Brousset |

Finale
| 6. Mai 2018 15:00 MESZ | USA Perpignan | 38 : 13 | FC Grenoble | Stade Ernest-Wallon, Toulouse Schiedsrichter: Cyril Lafond |
| 6. Mai 2018 15:00 MESZ | Bericht       |         |             | Stade Ernest-Wallon, Toulouse Schiedsrichter: Cyril Lafond |